# 方丹莱韦尔万
方丹莱韦尔万（法語：Fontaine-lès-Vervins，法語發音：[fɔ̃tɛn lɛ vɛʁvɛ̃]，意为“韦尔万附近的方丹”）是法国上法蘭西大區埃纳省的一个市镇，属于韦尔万区。

## 地名
“方丹”（Fontaines）意为“泉”。法语地名通名在“枫丹白露”（Fontainebleau）等少数拥有传统译名的地名中译作“枫丹”，不过在《世界地名翻译大辞典》、《世界地名译名词典》和《法国地图册》等主流地名译名类书籍资料中多译作“方丹”。

## 地理
方丹莱韦尔万（49°51'12"N, 3°54'6"E）面积19.74 平方千米，位于法国上法蘭西大區埃纳省，该省份为法国北部内陆省份，北起北部省，西接索姆省和瓦兹省，东临阿登省和马恩省，西南至塞纳-马恩省，东北部与比利时接壤。
与方丹莱韦尔万接壤的市镇（或旧市镇、城区）包括：拉布泰耶、埃特雷欧蓬、热尔西、莱尼、韦尔万、武尔派。
方丹莱韦尔万的时区为UTC+01:00、UTC+02:00（夏令时）。

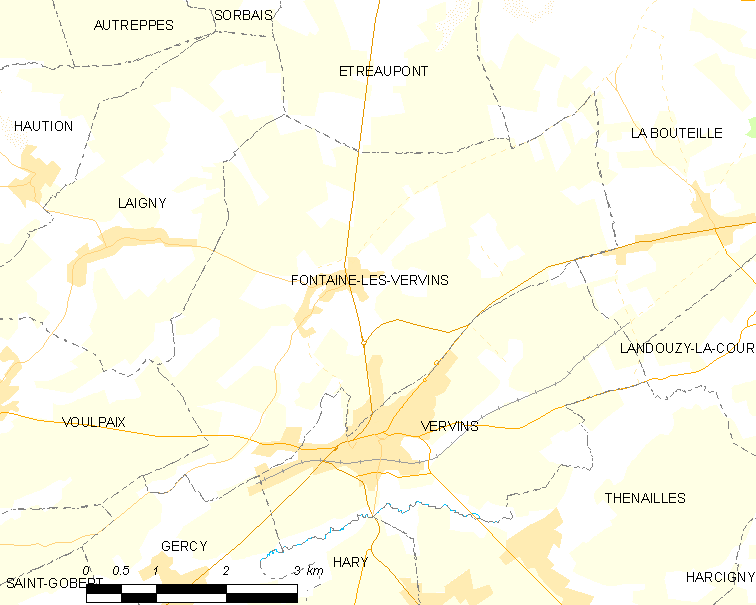
方丹莱韦尔万的OSM定位图

## 行政
方丹莱韦尔万的邮政编码为02140，INSEE市镇编码为02321。

## 政治
方丹莱韦尔万所属的省级选区为韦尔万县。

## 人口

1962-2008年间方丹莱韦尔万人口变化图示

方丹莱韦尔万于2022年1月1日时的人口数量为866人。